# Matt Cassel
Matthew Brennan Cassel (nacido el 17 de mayo, de 1982, en Northridge, California) es un jugador de fútbol americano que juega en la posición de quarterback para los Tennessee Titans. Fue reclutado originalmente por los New England Patriots, en la séptima ronda del draft 2005 de la NFL. Después de los Patriots jugó para los Kansas City Chiefs.

## High School
Cassel fue primera base titular del equipo de béisbol de Northridge, California, el equipo llegó a las finales de las ligas menores en 1994.
Cassel fue a la preparatoria Chatsworth High School, donde destacó en béisbol y fútbol americano. En su último año, fue escogido como el octavo mejor quarterback de todo Estados Unidos, según la lista de los 100 mejores del analista de ESPN Tom Lemming. Este describió a Cassel como "un pasador de estilo profesional en el pocket, con un brazo muy fuerte y preciso."

## Carrera Colegial
Cassel estuvo todo su carrera USC como sustituto, detrás de los ganadores del Trofeo Heisman, Carson Palmer y Matt Leinart. Cassel hacía labores de sustituto del primero de ellos durante la temporada 2002, en la cual Palmer ganó el Heisman. Después de la salida de Palmer a la NFL, Cassel perdió en la pretemporada el puesto de titular con Matt Leinart. Como consecuencia del éxito de Leinart, Cassel pasó un tiempo como tight end, jugando su único partido como titular en esta posición. Durante sus 4 temporadas en USC, Cassel completó 19 de 33 pases para 192 yardas, ningún touchdown y una intercepción.
Durante su periodo universitario, Cassel compartió habitación con Troy Polamalu y Carson Palmer.
Cabe destacar que Cassel no dejó a un lado el baseball, ya que jugó una temporada para USC en 2004, que le sirvió para ser escogido por los Oakland Athletics en la ronda 36 del draft 2004.

## Carrera profesional
A pesar de haber tenido pocas oportunidades de demostrar sus cualidades en USC, Cassel se ganó un puesto en la NFL después del USC's 2005 Pro Day. Uno de los entrenadores de Cassel, Norm Chow, quien había dejado USC, para ser coordinador ofensivo de los Tennessee Titans, había pensado en firmar a Cassel después del draft, como un jugador no drafteado, pero se llevó una gran sorpresa al enterarse de que Cassel había sido seleccionado en el draft 2005 de la NFL, en la séptima ronda con la selección 230, por los New England Patriots, antes que quarterbacks más exitosos en la universidad como Timmy Chang, y el ganador del Trofeo Heisman del 2003 Jason White.

### New England Patriots

#### Temporada 2005
Cassel empezó la temporada 2005 como el tercer quarterback, detrás de Tom Brady y Doug Flutie. Sus primeros minutos como profesional se produjeron en los instantes finales de la derrota de los Patriots 41–17 contra los San Diego Chargers el 2 de octubre de 2005, completando 2-de-4 pases para 15 yardas con una intercepción.

#### Temporada 2006
Con el retiro de Doug Flutie, Cassel pasó al segundo puesto detrás de Tom Brady, puesto que mantuvo tras realizar una más que aceptable pretemporada con el equipo.

#### Temporada 2007
En la semana 7 de la temporada 2007, un pase de Matt Cassel fue interceptado y regresado para una anotación por Jason Taylor de los Miami Dolphins. La semana siguiente, con los Patriots arriba de los Washington Redskins 45-0, ayudó a ganar el encuentro por el marcador final de 52-7, con una carrera de 15 yardas para touchdown, la más larga de un quarterback de los Patriots en más de dos décadas.

#### Temporada 2008

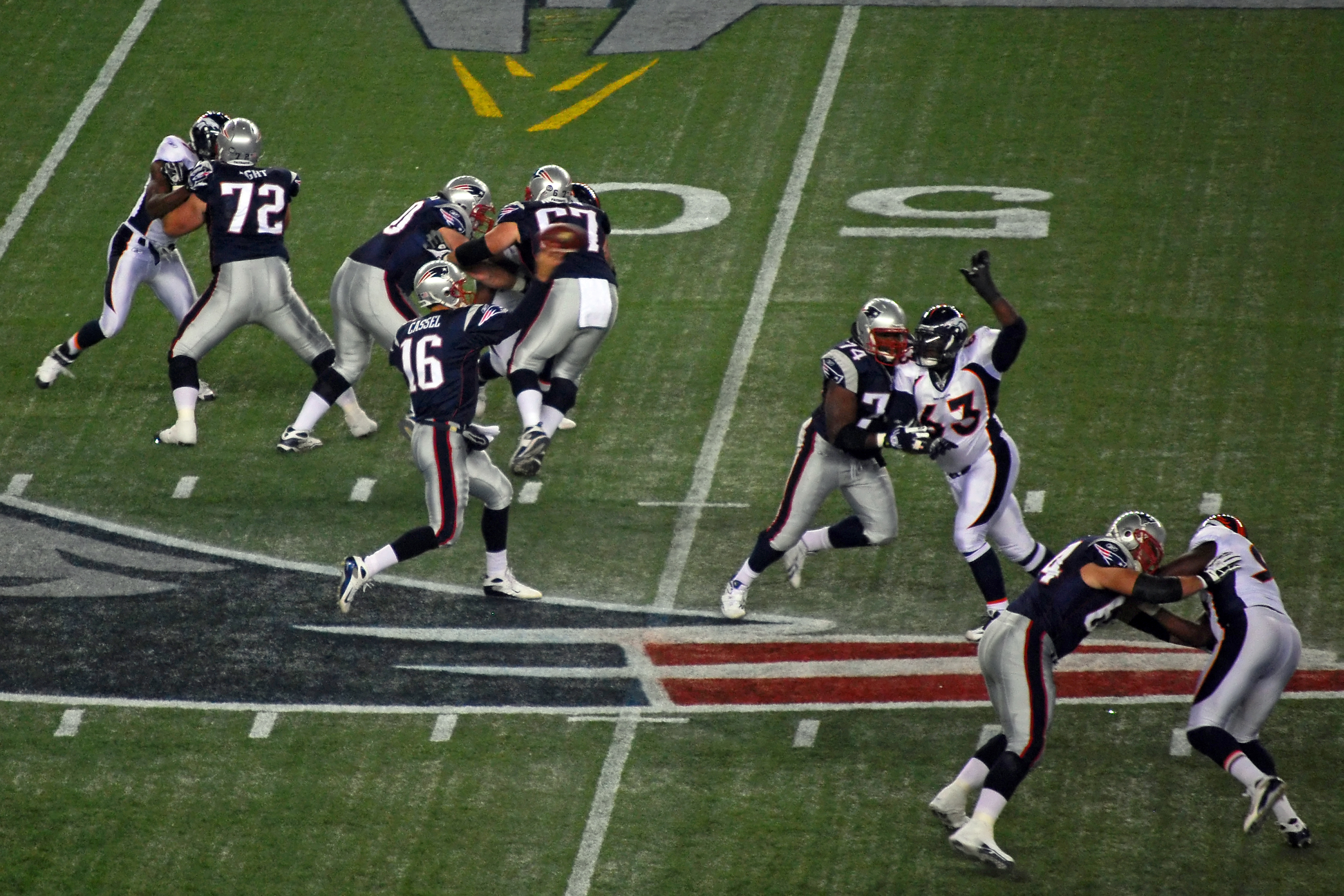
Cassel contra los Denver Broncos en el 2008.

En el primer partido de la temporada 2008 contra los Kansas City Chiefs, Cassel entró al encuentro en el primer cuarto con empate a 0, cuando Tom Brady sufrió una ruptura de ligamentos en la rodilla izquierda como consecuencia de un placaje del safety Bernard Pollard. Cassel llevó a los Patriots a ganar la contienda (17–10), completando 13 de 18 pases para 152 yardas y un touchdown.
Después del partido, los Patriots declararon que Brady estaría fuera toda la temporada, y que Matt Cassel sería el titular para el resto de la temporada.
Cassel hizo su primera aparición como titular después de más de 7 años (desde high school), en la victoria (19–10) contra los New York Jets el 14 de septiembre de 2008, completando 16 de 23 pases para 165 yardas.
Cassel fue elegido como el Jugador Ofensivo de la semana 7 en la AFC por su actuación en contra de los Denver Broncos en el Monday Night. Consiguió 183 yardas y 3 touchdowns.
Cassel obtuvo su segundo touchdown por tierra de su carrera, en una jugada de 13 yardas contra los Buffalo Bills. Cassel no lanzó para ningún touchdown, pero consiguió llevar a los Patriots a un triunfo por 20-10.
En la semana 11, en la derrota de los Pats en el tiempo extra (31-34) contra los New York Jets, Cassel completó 30 de 51 pases, para 400 yardas, con 3 touchdowns (con un pase para la conversión de 2 puntos), ninguna intercepción y obtuvo un índice de audiencia de 103,4, además de 62 yardas de carrera en 8 intentos. Cassel se convirtió en el primer Patriot en lanzar 300 yardas y correr 50 yardas en un mismo juego, y el primer jugador desde que se fusionó la NFL, en obtener al menos 400 yardas por aire y 60 por tierra en el mismo encuentro.
En la semana 12, Cassel llevó a los Patriots a una victoria por de 48–28 contra los Miami Dolphins. Cassel completó 30 de 43 pases para 415 yardas, con 3 touchdowns (todos a Randy Moss), 1 intercepción, obteniendo un índice de audiencia de 114,0; Cassel también tuvo 14 yardas por tierra en 2 intentos, incluyendo una carrera de 8 yardas para touchdown. Se convirtió en el quinto quarterback en la liga en conseguir en dos partidos consecutivos 400 o más yardas de pase. Su esfuerzo le valió para ganar el Jugador Ofensivo de la semana de la AFC por segunda ocasión.
En la semana 15, contra los Oakland Raiders, Cassel, jugó sólo 6 días después de la muerte de su padre, con una marca personal de 4 touchdowns en la victoria de los Patriots 49–26.
A pesar del éxito de Cassel, los Patriots no lograron calificar a la postemporada, al finalizar la temporada regular con marca de 11-5, se convirtieron en el primer equipo de la NFL que no califica a playoffs con esa marca.
El contrato de Matt Cassel expiró al finalizar la temporada 2008. El 5 de febrero de 2009 Cassel fue oficialmente designado como jugador franquicia por los Patriots.

### Kansas City Chiefs

#### Temporada 2009
El 28 de febrero de 2009, Peter King reportó que los Patriots cambiaron tanto a Cassel como al linebacker Mike Vrabel a los Kansas City Chiefs por la selección global #34 del Draft de 2009.

### Minnesota Vikings

#### Temporada 2013
El 13 de marzo de 2013 fuentes cercanas a los Chiefs informan su intención de negociar o liberar a Cassel. El 14 de marzo, los Chiefs liberan a Cassel, el mismo día Matt firma con los Minnesota Vikings. El 27 de septiembre, se anunció que Cassel iniciaría su primer partido con los Vikings en contra de los Pittsburgh Steelers debido a una lesión en las costillas del mariscal de campo titular Christian Ponder. Los Vikes ganaron el partido por un marcador de 34 a 27 en el Estadio de Wembley (2007).

### Dallas Cowboys

#### Temporada 2015
Ante la lesión de su QB titular (Tony Romo), los Dallas Cowboys, deciden reactivar a Matt Cassel para formar parte de su equipo.

### Tennessee Titans

#### Temporada 2016
Por la lesión del QB titular (Marcus Mariota), los Tennessee Titans, activan a Matt Cassel como quaterback.

## Estadísticas
| Año   | Pases  | Pases | Pases | Pases | Pases | Pases | Pases | Pases  | Pases | Pases | Pases |  | Carreras | Carreras | Carreras | Carreras |
| Año   | Equipo | J     | JI    | G     | P     | Int   | Comp  | Yds    | TDs   | Int   | Rate  |  | Int      | Yds      | Prom     | TD       |
| ----- | ------ | ----- | ----- | ----- | ----- | ----- | ----- | ------ | ----- | ----- | ----- |  | -------- | -------- | -------- | -------- |
| 2005  | NE     | 2     | 0     | 0     | 0     | 24    | 13    | 183    | 2     | 1     | 89.4  |  | 6        | 12       | 2.0      | 0        |
| 2006  | NE     | 6     | 0     | 0     | 0     | 8     | 5     | 32     | 0     | 0     | 70.8  |  | 2        | 4        | 2.0      | 0        |
| 2007  | NE     | 6     | 0     | 0     | 0     | 7     | 4     | 38     | 0     | 1     | 32.7  |  | 4        | 12       | 3.0      | 1        |
| 2008  | NE     | 16    | 15    | 10    | 5     | 516   | 327   | 3,693  | 21    | 11    | 89.4  |  | 73       | 270      | 3.7      | 2        |
| 2009  | KC     | 15    | 15    | 4     | 11    | 493   | 271   | 2,924  | 16    | 16    | 69.9  |  | 50       | 189      | 3.8      | 0        |
| 2010  | KC     | 15    | 15    | 10    | 5     | 450   | 262   | 3,116  | 27    | 7     | 93.0  |  | 33       | 125      | 3.8      | 0        |
| 2011  | KC     | 9     | 9     | 4     | 5     | 269   | 160   | 1,713  | 10    | 9     | 76.6  |  | 25       | 99       | 4.0      | 0        |
| 2012  | KC     | 9     | 8     | 1     | 7     | 277   | 161   | 1,796  | 6     | 12    | 66.7  |  | 27       | 145      | 5.4      | 1        |
| 2013  | MIN    | 1     | 1     | 1     | 0     | 25    | 16    | 248    | 2     | 0     | 123.4 |  | 2        | 5        | 2.5      | 0        |
| Total |        | 79    | 59    | 26    | 28    | 2,069 | 1,219 | 13,743 | 84    | 57    | 80.9  |  | 222      | 861      | 3.9      | 4        |

## Vida personal
Cassel está casado con su novia de la universidad Lauren Killian, quien jugó voleibol para USC. La boda fue en febrero de 2007; Carson Palmer fue el padrino de la boda.